# آشاغی‌کاراسو (سولواووا)
آشاغی‌کاراسو (به ترکی استانبولی: Aşağıkarasu) یک منطقهٔ مسکونی در ترکیه است که در سولواووا واقع شده‌است.